# 칼잡이 오수정
《칼잡이 오수정》은 2007년 7월 28일부터 2007년 9월 16일까지 방영된 SBS 주말 특별기획 드라마이다.

## 기획 의도
과거 퀸카였던 여자와 폭탄이었던 남자가 8년 후 역전된 운명으로 다시 만나게 되는 로맨틱 코미디 드라마로, 2000년에 상영된 홍상수 감독의 영화 《오! 수정》을 드라마에 맞게 부분 각색하였다.

## 등장 인물

### 주요 인물
- 엄정화 : 오수정 역 (아역 : 박수진) - 쥬얼리매장 점장
- 오지호 : 고만수 역 (아역 : 이건주) - 골프선수

### 오수정의 주변인물
- 김갑수 : 오병직 역 - 수정의 아버지
- 유지인 : 심월도 역 - 수정의 어머니
- 안용준 : 최수혁 역 - 수정의 동생
- 안선영 : 이영애 역 - 수정의 친구, 수정과 만수의 고등학교 동창
- 유혜정 : 김필숙 역 - 수정의 친구, 결혼정보회사 팀장, 수정과 만수의 고등학교 동창

### 고만수의 주변인물
- 성동일 : 정승규 역 - 칼고의 매니저
- 서희승 : 만수 부 역
- 한복희 : 만수 모 역

### 그 외 인물
- 박다안 : 육대순 역 - 쥬얼리샵 직원
- 강성진 : 정우탁 역 - 사기꾼, 정승규의 사촌동생
- 김동균 : 윤동관 역 - 수정과 만수의 동창, 이영애의 남편
- 황효은 : 나향미 역 - 쥬얼리샵 직원
- 이현 : 정석제 역 - 쥬얼리샵 직원
- 정민진 : 다니엘 역 - 칼고(고만수)의 지인, 쥬얼리샵을 인수한 남자
- 서동균 : 서재윤 역 - 신문사 사장, 수정과 함께 미국으로 떠난 남자
- 유정우 : 민창기 역 - 수정과 만수의 고등학교 동창
- 성우진 : 수정과 만수의 고등학교 동창 역
- 박팔영 : 사법고시 3차 면접관 역
- 민영원 : 칼고에게 싸인해달라는 연예인 역
- 표영호 : 칼고에게 싸인해달라는 연예인의 매니저 역
- 김민채 : 정우탁에게 사기당한 여자 역
- 원종례 : 결혼정보회사 사장 역
- 문세윤 : 약사 역
- 남정희 : 칼고에게 골프 배우는 여자 역
- 유순철 : 보석 세공사 역
- 김동범 : 어린 수정에게 고백하는 남학생 역
- 맹봉학 : 왕달포 역 - 오병직의 지인
- 이봉규 : 오병직의 지인
- 서지연 : 호텔 안내데스크 직원 역
- 강철성 : 오광고 43기 동창생 역
- 곽정희 : 무속인 역
- 이두경 : 맨홀 뚜껑 때문에 자동차가 망가진 차주 역
- 이정훈 : 사기치는 강우탁을 잡으려는 남자 역
- 한춘일 : 택시기사 역
- 미상 : 진행자 역
- 송중기 : 기자 1 역
- 박성균 : 기자 2 역
- 이승기 : 기자 3 역
- 현숙희 : 쥬얼리샵 손님 역
- 남현주 : 안경점 사장 역
- 미상 : 이웃주민 역
- 미상 : 반지를 반품한 손님 역
- 미상 : 김 의원 역
- 이금주 : 김 의원의 부인 역
- 이수완 : 기자 역
- 김광식 : 사채업자 역
- 김철수 : 사채업자 역
- 미상 : 의사 역
- 김현정 : 간호사 역
- 윤서현 : 사이버 수사대 소속 형사 역
- 정욱 : 의사 역
- 김경애 : 민박집 주인 역
- 이병준 : 수정의 쥬얼리샵 사장 역
- 한동환 : 사법연수생 역
- 미상 : 의사 역
- 운기호 : 은퇴한 골프선수 역
- 조연희 : 럭키홈쇼핑 직원 역
- 미상 : 버스기사 역
- 이승형 : 럭키홈쇼핑 관계자 역
- 김광인 : 럭키홈쇼핑 관계자 역
- 이원준
- 박은혜
- 김승욱

### 특별출연
- 윤기원 : 닥터 박 역 - 수정의 맞선남, 이영애의 맞선남 (1회, 14회)
- 엄앵란 : 결혼정보회사 이사 역 (5회, 10~11회)
- 박보드레 : 부부로 위장한 정우탁의 지인 역 (6회)
- 안상태 : 부부로 위장한 정우탁의 지인 역 (6회)

## 참고 사항
- 엄정화가 3년 만에 안방극장으로 복귀하는 작품[1]임과 동시에, 2007년 1월 연인 문제로 논란을 일으킨 오지호의 복귀작[2]이었다.
- 고만수(오지호)의 과거 설정이 영화 <미녀는 괴로워>, 드라마 <내 이름은 김삼순>과 유사하다는 평이 있었다.[3]
- 유치하지만 유쾌한 드라마라는 호평을 받은 동시에, 해당 드라마를 통해 강성진은 대중들에게 눈도장을 찍었으며, 엄정화는 변함없는 파워를 보여주었고 오지호는 재기에 성공하였다.[4]
- 해당 드라마는 종영한지 8년만에 안후이 위성 텔레비전을 통해 다시 방송되었다.